# Jean-Pierre Torrell
Jean-Pierre Torrell (Villenave-d'Ornon, 1º agosto 1927) è un presbitero e teologo francese, specializzato nella vita e nel pensiero di san Tommaso d'Aquino.
Già membro della Commissione leonina per gli studi tomistici, è divenuto professore emerito della facoltà teologica dell'Università di Friburgo.

## Biografia
Dopo aver conseguito il dottorato in teologia facoltà teologica dell'Ordine dei predicatori al Saulchoir di Parigi, si è specializzato in medievistica presso l'Università di Montréal. Successivamente, è stato professore associato e straordinario di teologia fondamentale e di ecclesiologia allo Studium Domenicano di Tolosa, alla Pontificia Università Gregoriana di Roma e all'Università del Collegio di San Michele di Toronto. Infine, è stato nominato professore ordinario di ecclesiologia e di cristologia presso la Facoltà di Teologia dell'Università di Friburgo.
È stato membro della Commissione Leonina e curatore dell'edizione critica dell<wiki />opera omnia di Tommaso d'Aquino, Jean-Pierre Torrell è uno specialiste biografo accreditato a livello accademico e internazionale. Benedetto XVI lo ha menzionato come "il grande specialista di san Tommaso". È autore del volume l'Encyclopédie : Jésus le Christ chez saint Thomas d'Aquin, pubblicata da Éditions du Cerf, nonché di varie monografie e edizioni critiche tradotte e commentate della Summa Theologiae.

## Opere
- Initiation à saint Thomas d'Aquin : Sa personne et son œuvre, Cerf, 1993
- Saint Thomas d'Aquin, maître spirituel : Initiation 2, Cerf, 1996
- La « Somme de théologie » de saint Thomas d'Aquin, Cerf, 1998
- Dieu qui es-tu ? Un homme et son Dieu, Cerf, 1999
- La Parole et la voix : Méditations – De l'Avent à Pentecôte, Cerf, 2007
- Inutile sainteté ? L'homme dans le miroir de Dieu, Cerf, 2007
- La Théologie catholique, Cerf, 2008
- Voici l'instant favorable : Méditations pour le Temps ordinaire, Cerf, 2008
- La Splendeur des saints : Dieu et le Christ dans le chœur des bienheureux – Méditations, Cerf, 2008
- Théologie et spiritualité, suivi de Confession d'un thomiste, Cerf, 2009
- (FR) Foi, histoire et théologie, in Résurrection de Jésus et résurrection des morts, Épiphanie, Parigi, Cerf, 2012,  p. 243.
- (FR) editoreCerf, Jésus notre Rédemption, in Pour nous les hommes et pour notre salut, Épiphanie, Parigi, 2014,  p. 364.
- (FR) Initiation à Saint Thomas d'Aquin. Sa personne et son oeuvre, Théologies, Parigi, Cerf, 2015,  p. 570.
- (FR) editoreCerf, La croix glorieuse : Libres méditations pour le temps de Pâques, Épiphanie, Parigi, 2015,  p. 277.
- (FR) Initiation 2, in Saint Thomas d'Aquin, maître spirituel, Vestigia, Parigi, Cerf, 2017,  p. 552.
- Jean-Pierre Torrell, O.P., Amico della verità. Vita e opere di Tommaso d'Aquino, traduzione di Giorgio Maria Carbone, Domenicani, n. 26, Bologna, Edizioni Studio Domenicano, 2017,  p. 566, ISBN 9788870945942, OCLC 984707751.
- Jean-Pierre Torrell e Inos Biffi, La teologia cattolica, Già e non ancora, n. 333, Milano, Editoriale Jaca Book, 1998,  p. 118, ISBN 9788816303331, OCLC 695572777.